# Маунт-Калм (Техас)
Маунт-Калм (англ. Mount Calm) — місто (англ. town) в США, в окрузі Гілл штату Техас. Населення — 282 особи (2020).

## Географія
Маунт-Калм розташований за координатами 31°45′23″ пн. ш. 96°52′54″ зх. д. / 31.75639° пн. ш. 96.88167° зх. д. (31.756291, -96.881744).  За даними Бюро перепису населення США в 2010 році місто мало площу 2,17 км², з яких 2,13 км² — суходіл та 0,04 км² — водойми.

## Демографія
Згідно з переписом 2010 року, у місті мешкало 320 осіб у 121 домогосподарстві у складі 88 родин. Густота населення становила 148 осіб/км².  Було 144 помешкання (66/км²).
Расовий склад населення:
| - 80,6 % — білих - 7,2 % — чорних або афроамериканців - 0,6 % — корінних американців - 0,3 % — азіатів - 8,1 % — осіб інших рас |

До двох чи більше рас належало 3,1 %. Частка іспаномовних становила 20,3 % від усіх жителів.
За віковим діапазоном населення розподілялося таким чином: 30,0 % — особи молодші 18 років, 55,9 % — особи у віці 18—64 років, 14,1 % — особи у віці 65 років та старші. Медіана віку мешканця становила 37,0 року. На 100 осіб жіночої статі у місті припадало 90,5 чоловіків;  на 100 жінок у віці від 18 років та старших — 93,1 чоловіків також старших 18 років.
Середній дохід на одне домашнє господарство  становив 50 415 доларів США (медіана — 44 000), а середній дохід на одну сім'ю — 52 884 долари (медіана — 55 313). Медіана доходів становила 29 792 долари для чоловіків та 35 536 доларів для жінок. За межею бідності перебувало 12,7 % осіб, у тому числі 17,8 % дітей у віці до 18 років та 10,3 % осіб у віці 65 років та старших.
Цивільне працевлаштоване населення становило 131 особа. Основні галузі зайнятості: освіта, охорона здоров'я та соціальна допомога — 23,7 %, сільське господарство, лісництво, риболовля — 12,2 %, виробництво — 11,5 %.